# Bernardo de Gálvez y Madrid
Bernardo de Gálvez y Madrid, visconte di Galveston e conte di Gálvez (Macharaviaya, 23 luglio 1746 – Tacubaya, 30 novembre 1786), è stato un generale e politico spagnolo, comandante dell'esercito in Nuova Spagna e governatore della Louisiana e di Cuba.
Gálvez aiutò le Tredici colonie nella loro lotta per l'indipendenza, e guidò l'esercito spagnolo contro il Regno di Gran Bretagna nella guerra anglo-spagnola, sconfiggendo i britannici a Pensacola e riconquistando la Florida in nome della Spagna. Passò gli ultimi due anni di vita ricoprendo il ruolo di viceré della Nuova Spagna, succedendo al padre Matías de Gálvez y Gallardo. Galveston (Texas) e molti altri luoghi hanno preso da lui il nome.

## Gioventù e carriera militare
Gálvez nacque a Macharaviaya, un villaggio sulle montagne nella provincia di Malaga, in Spagna, il 23 luglio 1746. Studiò arte militare presso l'Academia de Ávila ed all'età di 16 anni partecipò alla guerra contro il Portogallo, dove fu promosso Tenente. Giunse in Nuova Spagna, e poi in Messico, nel 1762. Col grado di capitano combatté gli Apache, assieme agli alleati indiani Opata. Fu ferito molte volte, alcune di queste in modo serio. Nel 1770 fu promosso comandante d'armi di Nueva Vizcaya e Sonora, province settentrionali della Nuova Spagna che comprendevano l'attuale Nuovo Messico.
Nel 1772 tornò in Spagna nella ditta dello zio José de Gálvez. In seguito fu mandato a Pau, in Francia, con il reggimento di Cantabria. Qui imparò la lingua francese, che gli servì quando divenne governatore della Louisiana. Fu trasferito a Siviglia nel 1775, e partecipò alla disastrosa spedizione di O'Reilly ad Algeri. Lo stesso Gálvez fu seriamente ferito. Dopo aver conquistato la fortezza che sovrastava la città, fu promosso tenente colonnello. Infine divenne professore presso l'accademia militare di Ávila.

## Governatore spagnolo della Louisiana

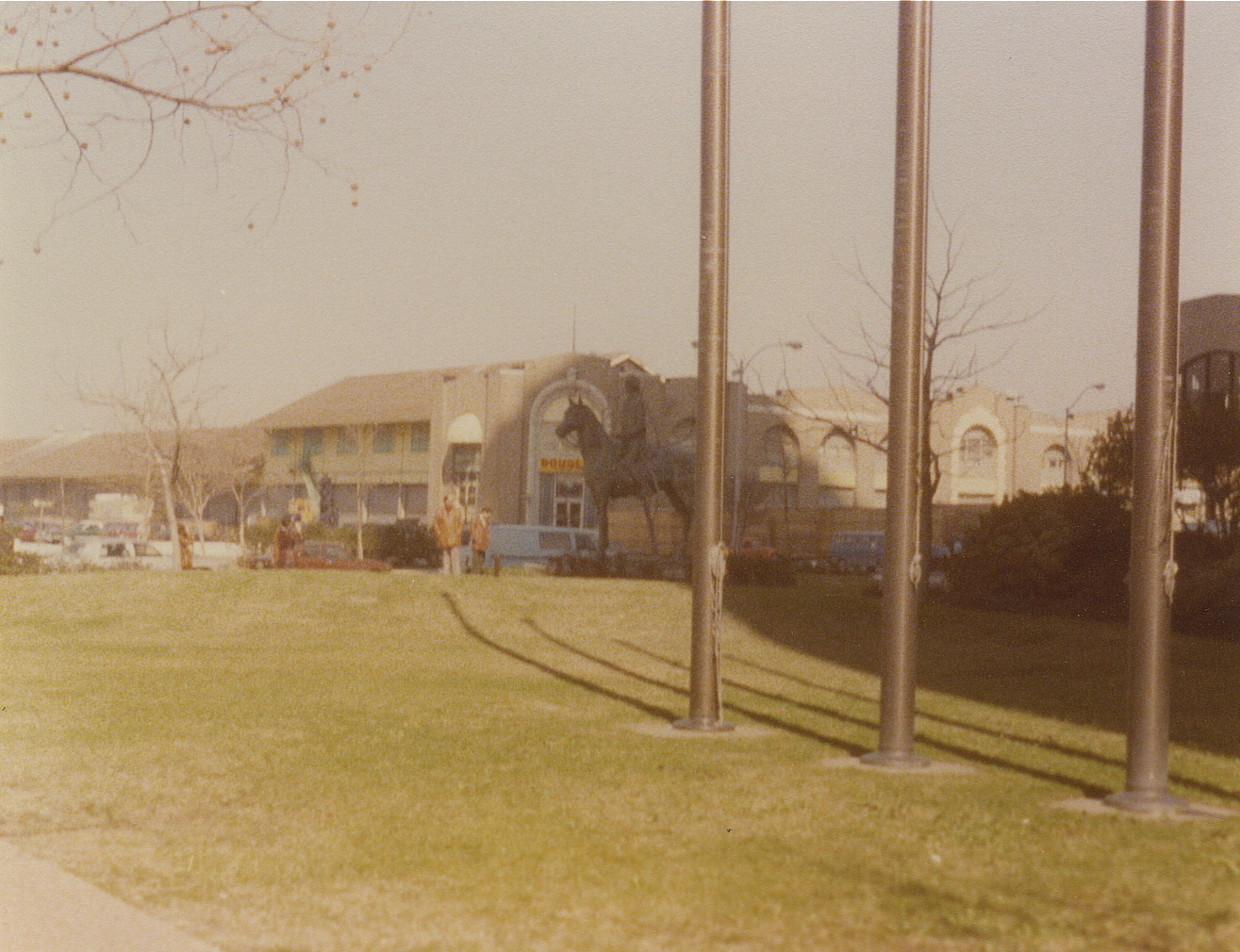
Spanish Plaza a New Orleans, dietro il World Trade Mart ed ai piedi di Canal Street. La statua equestre sullo sfondo rappresenta il governatore Bernardo de Galvez

Nel 1777 fu mandato in Louisiana con l'incarico di colonnello e governatore ad interim della provincia. Si trattava del grande territorio che in seguito divenne l'acquisto della Louisiana. Fu ceduto alla Spagna dalla Francia nel 1763, in cambio della perdita della Florida passata agli inglesi. Nel 1779 fu promosso brigadiere.
Nel 1777 sposò doña Marie Felice de Saint-Maxent Estrehan, una giovane vedova Creola. Ebbero tre figli, Miguel, Matilde e Guadalupe.
Da governatore portò avanti una strategia anti-britannica, prendendo contromisure nei confronti del contrabbando britannico e promuovendo il commercio con la Francia. Stabilì anche una libera rotta commerciale con Cuba e Yucatán. Fondò Galvez Town nel 1778, e promosse la colonizzazione della Nueva Iberia con popolazione di Malaga.

## Politica riguardo agli indiani
Prima di Gálvez la regola spagnola era sempre stata di negare ai nativi la possibilità di possedere armi da fuoco, e nel Nuovo Mondo gli spagnoli punivano severamente chi vendeva loro armi. Gálvez aveva relativamente poche truppe, sicuramente molti meno soldati di quelli che potevano vantare gli indiani, che storicamente erano in lotta tra loro. Egli ribaltò la legge spagnola fornendo armi agli indiani. In un resoconto del 1779 scrisse:
(Eigen's Political & Historical Quotations)

## Guerra di indipendenza americana

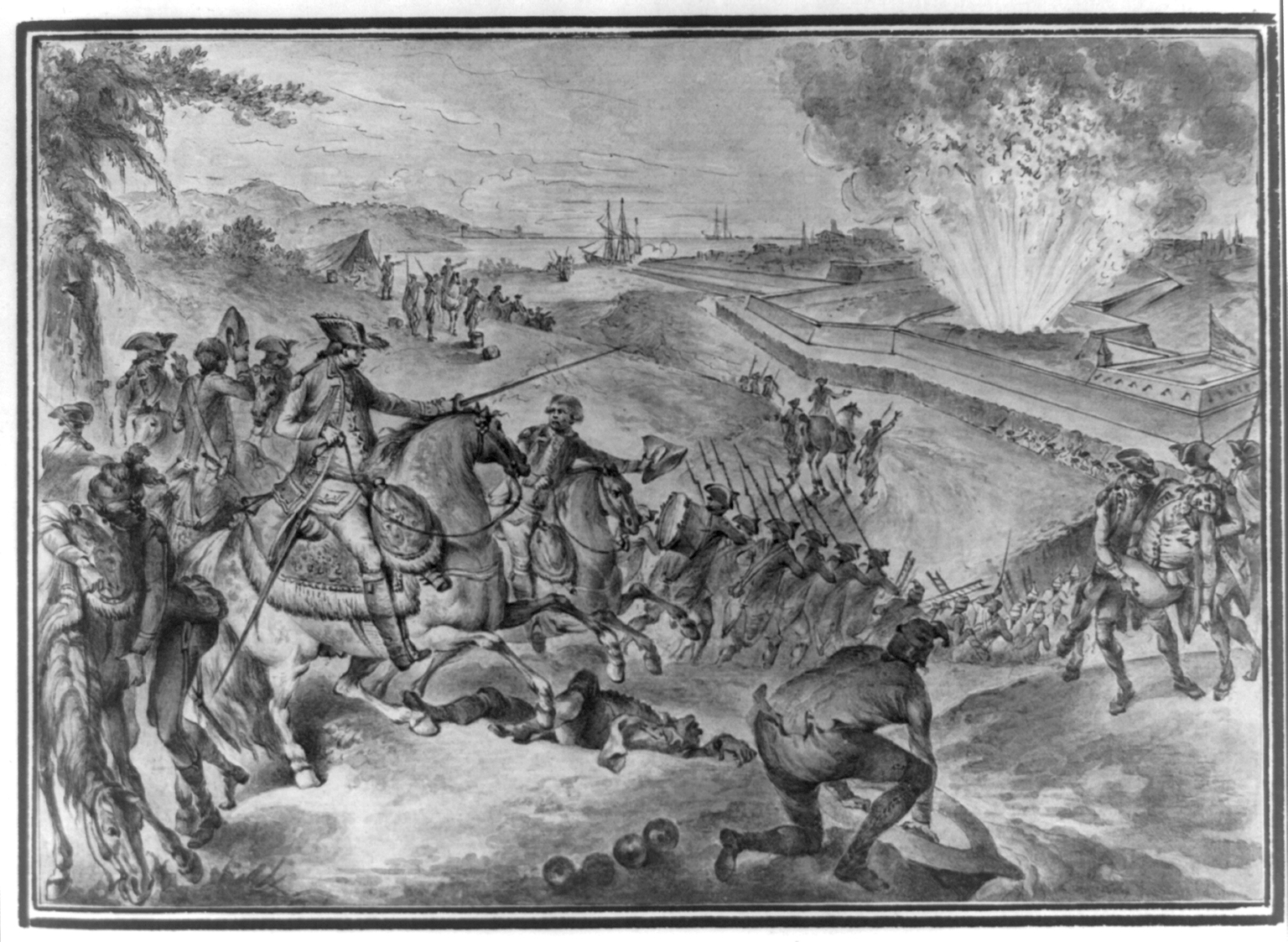
Assedio di Pensacola. Le truppe spagnole, in primo piano, erano guidate da Gálvez. Dipinto di Nicolas Ponce, 1784

Gálvez fu spedito in Florida dal viceré della Nuova Spagna, Martín de Mayorga, alla testa di una spedizione di truppe coloniali che avrebbero dovuto aiutare i coloni nella guerra di liberazione contro i britannici. Il motivo che spinse gli spagnoli fu la possibilità di recuperare i territori rubati loro dagli inglesi, in particolare la Florida, e scacciare la minaccia britannica.
Il 21 giugno 1779 la Spagna dichiarò guerra all'Inghilterra. Il 25 giugno 1779 una lettera proveniente da Londra e classificata come riservata fu mandata da re Giorgio III e da George Germain a John Campbell of Strachur, a Pensacola. Il generale John Campbell fu avvertito del fatto che si rendeva prioritario organizzare un attacco a New Orleans. Se John Campbell pensava che fosse possibile conquistare il forte spagnolo di New Orleans, gli veniva ordinato di farlo al più presto. I preparativi necessari comprendevano il raduno di tutti i vascelli militari sparsi per il golfo del Messico (compito assegnato al Vice-Ammiraglio Sir Peter Parker, il raduno di tutti i soldati stanziati nella provincia, ed il reclutamento di quanti più indiani possibile.
Per uno scherzo del destino questa lettera segreta finì in mano al governatore Galvez che, dopo averla letta, preparò in segreto la Louisiana e New Orleans alla guerra.
Gálvez svolse una potente campagna militare sconfiggendo le forze britanniche a Manchac, a Baton Rouge ed a Natchez nel 1779. La battaglia di Baton Rouge del 21 settembre 1779 permise di liberare la bassa valle del Mississippi dai britannici, sollevando dalla minaccia la capitale della Louisiana, New Orleans. Nel 1780 riconquistò Mobile nella battaglia di Fort Charlotte.
La sua vittoria più importante si ebbe il 9 maggio 1781, quando attaccò via terra e via mare conquistando Pensacola, capitale britannica (ed ex capitale spagnola) della Florida occidentale. La perdita di Mobile e Pensacola lasciò gli inglesi senza basi nel Golfo del Messico, tranne che per la Giamaica. Nel 1782 conquistò la base navale britannica di New Providence, nelle Bahamas.
Ricevette molti onori dalla Spagna per le sue imprese, tra cui la promozione a tenente generale e maresciallo di campo, governatore e capitano generale di Louisiana e Florida (ora separate da Cuba), il comando della spedizione militare spagnola in America ed i titoli di visconte di Gálveztown e conte di Gálvez.
La rivoluzione americana si concluse mentre Gálvez stava preparando una nuova campagna per conquistare la Giamaica.
L'importanza della campagna di Galvez, dal punto di vista americano, fu che negò agli inglesi la possibilità di accerchiare i ribelli americani da sud, tenendo aperto un corridoio sicuro per i rifornimenti. Galvez aiutò anche i rivoluzionari americani con cibo e soldati, grazie anche all'aiuto del rivoluzionario Oliver Pollock.
Gálvez, che capì la convenienza per Francia e Spagna di appoggiare i ribelli, fu tra coloro che stilarono il Trattato di Parigi (1783), che pose fine alla guerra. Grazie a questo accordo la Spagna riprese possesso della Florida orientale e occidentale. Il Congresso Americano citò Gálvez per l'aiuto fornito durante la rivoluzione.
Galveston (Texas) e la Parrocchia di St. Bernard hanno entrambi preso il nome da lui. Le parrocchie di East Feliciana e di West Feliciana in Louisiana hanno preso il nome dalla moglie Marie Felice de Saint-Maxent Estrehan.
The Cabildo, ala del Louisiana State Museum situato in Jackson Square a New Orleans, contiene un ritratto del Generale Galvez.
Nel 1911, a Galveston, fu costruito un hotel col suo nome.

## Viceré della Nuova Spagna

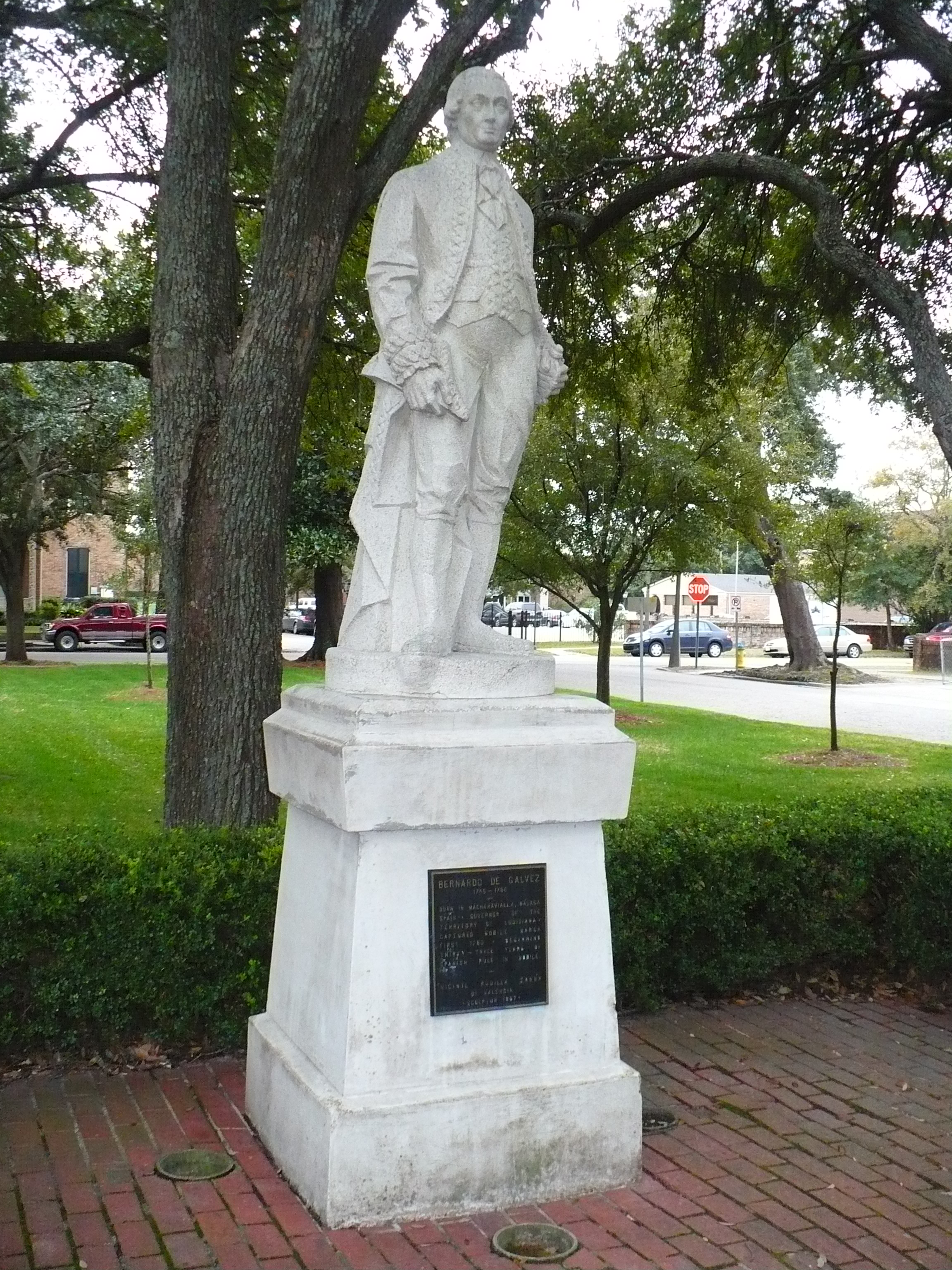
Statua di Bernardo de Galvez nella Spanish Plaza di Mobile (Alabama)

Gálvez tornò in Spagna nel 1783, e combatté le campagne nei Paesi Bassi. L'anno seguente fu rimandato nelle Indie, questa volta come governatore e capitano generale di Cuba. Poco dopo l'arrivo a L'Avana, il padre Matías de Gálvez y Gallardo (l'allora viceré di Nuova Spagna), morì. Bernardo de Gálvez fu nominato al suo posto. Giunse a Veracruz il 26 maggio 1785, facendo l'entrata formale a Città del Messico a giugno.
Durante la sua amministrazione avvennero due grandi calamità, la gelata del 27 agosto 1785, che portò la carestia, e la peste del 1786. Durante la carestia donò 12000 pesos di tasca propria, e 100 000 pesos raccolti da altre parti, per acquistare mais e fagioli per il popolo. Prese anche le contromisure per aumentare la produzione agricola in futuro.
Ricostruì il castello di Chapultepec, ormai abbandonato. Iniziò l'installazione di illuminazione stradale a Città del Messico, e la costruzione delle torri della cattedrale. Proseguì i lavori sull'autostrada che univa Città del Messico ad Acapulco, sforzandosi di ridurre l'abuso di manodopera indiana. Stanziò il 16% delle entrate di lotteria ed altri giochi d'azzardo per la beneficenza.
Promosse la scienza nella colonia sponsorizzando la spedizione di Martín Sessé y Lacasta e Vicente Cervantes. Questa spedizione portò in Spagna un catalogo completo delle specie di piante, uccelli e pesci trovati in Nuova Spagna.
In un caso, quando il viceré stava cavalcando verso l'Audiencia (secondo il suo racconto), incontrò un gruppo di soldati che scortavano tre criminali verso la forca. Sospese l'impiccagione e, in seguito, li liberò.
Il 16 gennaio 1786 fu aperto il primo bar pubblico di Città del Messico.
Era un uomo semplice, amabile, galante e franco. Si muoveva in città su una carrozza aperta, partecipava alle lotte dei tori, ai pellegrinaggi ed alle feste pubbliche, ed in generale era ben accolto dal popolo. L'Audiencia, però, non ne dava un giudizio positivo. Erano sospettosi della popolarità di Gálvez, temendo che avrebbe potuto seguire l'esempio degli americani dichiarando l'indipendenza della Nuova Spagna. L'Audiencia comunicò i propri sospetti a Madrid, e la Corona rimproverò severamente Gálvez. Dopo questo fatto divenne malinconico ed asociale.
Si ammalò e fu bloccato a letto. L'8 novembre 1786 rinunciò a tutti i propri diritti tranne alla capitaneria dell'Audiencia. Morì il 30 novembre 1786 a Tacubaya (ora parte di Città del Messico). Secondo alcune voci sarebbe stato avvelenato dai nemici, con l'approvazione della Corte. Il suo corpo fu sepolto presso il cimitero di San Fernando, di proprietà comunale.
Lasciò alcuni scritti, tra cui Ordenanzas para el Teatro de Comedias de México e Instrución para el Buen Gobierno de las Provincias Internas de la Nueva España.

## Nella cultura di massa
Nella serie di Lorenzo di romanzi per giovani adulti (Arte Publico Press and Blooming Tree Press), Don Bernardo de Gálvez è uno dei personaggi principali. La serie si compone di:
- Lorenzo's Secret Mission, 2001
- Lorenzo's Revolutionary Quest, 2003
- Lorenzo and the Turncoat, 2006
- Lorenzo and the Pirate, 2008